# 초코초코 대작전
《초코초코 대작전》(일본어: チョコレート・アンダーグラウンド)는 2009년 개봉된 일본의 애니메이션, 코미디 영화이다.

## 줄거리
초콜릿을 법적으로 금지한 이상한 나라. 사람들은 초콜릿이 없는 세상에서 점차 희망마저 잃어가고 만다. 절친한 친구, 헌틀리와 스머저는 우연히 초콜릿을 비밀리에 만드는 지하 조직을 만나게 되고 사람들을 행복하게 만드는 초콜릿의 매력에 빠져든다. 초콜릿을 금지하려는 건강최고당의 횡포는 극에 달하고, 두 소년은 사람들에게 달콤한 초콜릿을 되찾아주기 위한 지상최대의 작전을 펼치기 시작하는데…. 과연, 금지된 초콜릿을 되찾기 위한 그들의 작전은 성공할 수 있을까?

## 배우
- 미즈사와 후미에 - 스머저 역
- 토요나가 토시유키 - 헌트리 역
- 타카하시 미카코 - 루이즈 역
- 카나다 아키